# گاوکووو
گاوکووو (به لهستانی:  Gałkowo) یک روستا در لهستان است که در گمینا روچیان-نگدا واقع شده‌است. گاوکووو ۱۶۰ نفر جمعیت دارد.